# Vallée de Kodori
 (septembre 2023).
Si vous disposez d'ouvrages ou d'articles de référence ou si vous connaissez des sites web de qualité traitant du thème abordé ici, merci de compléter l'article en donnant les références utiles à sa vérifiabilité et en les liant à la section « Notes et références ».
La vallée de Kodori (ou gorges de Kodori ; კოდორის ხეობა en géorgien, Кәыдырҭа en abkhaze) est une vallée formée par la rivière du même nom, en Abkhazie. Les Svanes, un sous-groupe des Géorgiens, sont les principaux habitants de la région.

## Géographie

### Situation, topographie
L'entrée de la vallée, qui s'étend vers le nord-est, se trouve à une vingtaine de kilomètres de Soukhoumi. Elle est délimitée au nord par le chaînon des montagnes abkhazes (ou de Tchkhalta), qui constitue également la frontière avec la Russie. À l'est se trouve la région géorgienne de Mingrélie-et-Haute-Svanétie. Au sud de la vallée de Kodori se trouve le chaînon Kodori. Les plus grandes communes de la vallée sont Chkhara, Omarichara, Semo Achara, Kvémo Achara, Lata et Tchkhalta.

### Climat
Le climat de la vallée est de type alpin humide. Les étés sont frais et les hivers très enneigés. Les précipitations annuelles varient entre 1 600 et plus de 2 000 mm (120 mm en janvier, 160 mm en avril, 180 mm en juillet, 160 mm en octobre). Il y a plus de 30 jours de fortes pluies par an. La neige persiste plus de 180 jours. La température moyenne est de −3 °C en janvier, 3 °C en avril, 14 °C en juillet, 5 °C en octobre. La température maximale estivale en juillet est de 28 °C.

## Histoire
Jusqu'en 2008, cette vallée sert de frontière naturelle entre la république autonome autoproclamée d'Abkhazie et le territoire abkhaze encore contrôlé par le gouvernement géorgien et désigné par ce dernier comme Haute Abkhazie.
À plusieurs reprises, la région alors sous le mandat de la mission d'observation des Nations unies en Géorgie, est le théâtre d'incidents ou d'accrochages, notamment en 2001, 2006 et 2007.
Une centrale hydroélectrique a été construite près d'Omarichara en 2005-2006.
En 2008, durant la deuxième guerre d'Ossétie du Sud, la république d'Abkhazie récupère le contrôle de la région avec l'aide de forces armées russes.